# Rusłan Gasymow
Rusłan Miragajewicz Gasymow (ros. Руслан Мирагаевич Гасымов, ur. 8 listopada 1979) – rosyjski judoka i sambista. Olimpijczyk z Pekinu 2008, gdzie zajął 21. miejsce w wadze półciężkiej.
Uczestnik mistrzostw świata w 2007. Startował w Pucharze Świata w latach 2003 i 2006-2008. Zdobył cztery medale na mistrzostwach Europy w latach 2005-2007. Wicemistrz Rosji w 2004 i trzeci w 2002 i 2003. Mistrz świata w sambo w 2005 roku.

## Letnie Igrzyska Olimpijskie 2008
| Konkurencja | Eliminacje              | Klas. końcowa |
| Konkurencja | Przeciwnik I            | Miejsce       |
| ----------- | ----------------------- | ------------- |
| 100 kg      | Benjamin Behrla (GER) P | 21.           |